# Drs. P-brug
De Drs. P-brug (brug 2115) is een bouwkundig kunstwerk in Amsterdam-Noord. De brug kreeg als de werknaam de Ridderspoorbrug.  

## Brug
De buurt Buiksloterham met straten vernoemd naar planten werd jarenlang doorsneden door het westelijk deel van het Johan van Hasseltkanaal. Er lagen straten met namen als Papaverweg en Distelweg op industrieterreinen. Vanaf de jaren negentig vond uitgebreide sanering plaats; de wijk kreeg een opknapbeurt. Om de twee delen van de buurt onderling te verbinden werd in 2007 de Ridderspoorweg aangelegd met in het verlengde van die aanleg de bouw van de deels vaste brug 2115 in 2008. Plannen voor een brug hier zouden al vanaf 1985 op de plank liggen. De overspanning over het kanaal wordt verzorgd door drie stalen vakwerkbruggen. Centraal ligt de brug voor het snelverkeer. Zij wordt aan weerszijden geflankeerd door twee voet- en fietsbruggen van eenzelfde structuur. De drie bruggen werden door een grote hijskraan op hun plaats gelegd, nadat ze op een duwbak naar hun plaats waren gevaren. De kades waren ter plaatse al met damwanden verstevigd. De overspanningen kregen een lichtblauwe kleur. 
De brug werd in schets ontworpen door Benthem Crouwel Architekten; zij kwamen in 2003 al met een ontwerp al was toen nog het idee een overspanning te maken over het 100 meter brede kanaal. Later werd dat sterk ingeperkt; Het kanaal werd grotendeels afgedamd; het rakje onder de brug is amper 16 meter breed
In mei 2009 werden de bruggen officieel geopend.  De brug kwam echter iets te snel in de geschiedenis van scheepvaart. Ze  moest een aantal keren gedemonteerd worden. Zo moesten in 2018 de brugdekken verwijderd worden voor de verplaatsing van het Vuurtorenschip Noord; in 2020 werden casco’s van van woonschepen het kanaal in gevaren; ook daarvoor moest de brug weggetakeld worden. 
De brug werd in februari 2022 officieel naar Drs. P vernoemd.

## Beeld
Naast de Drs.P.-brug stond een oud bord dat aangeeft/aangaf dat ter plaatse onder het water van het Johan van Hasseltkanaal kabels liggen. Op dat bord dat ruim boven het maaiveld is geprojecteerd is een beeld van een visser met oliejas en hengel gemonteerd. De maker van het beeld is Street Art Frankey en het werd in 2023/2024 geplaatst en het jaar daarop weer verwijderd.

## Afbeeldingen

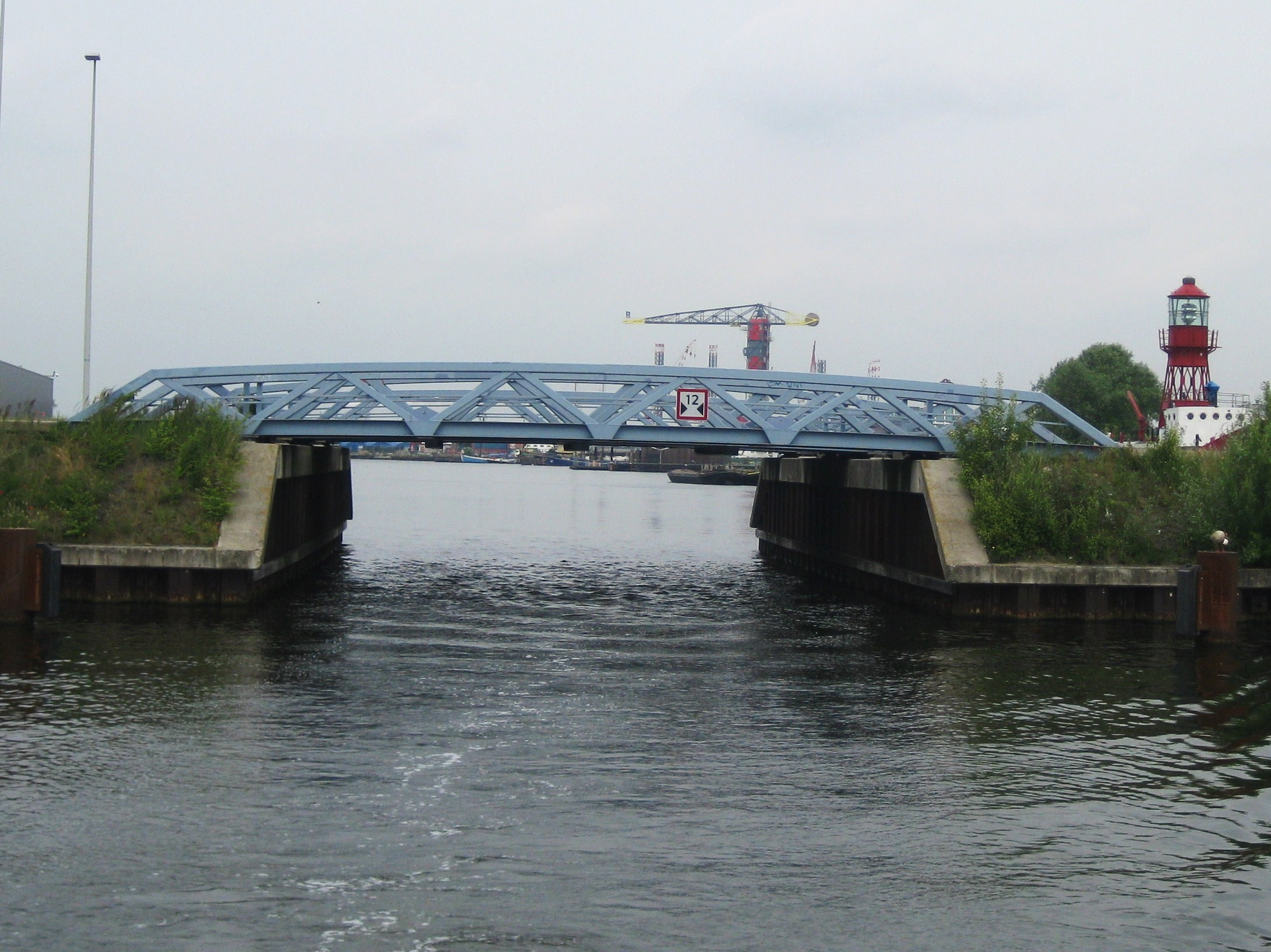
Ridderspoorbrug met op achtergrond vuurtorenschip (juni 2014)
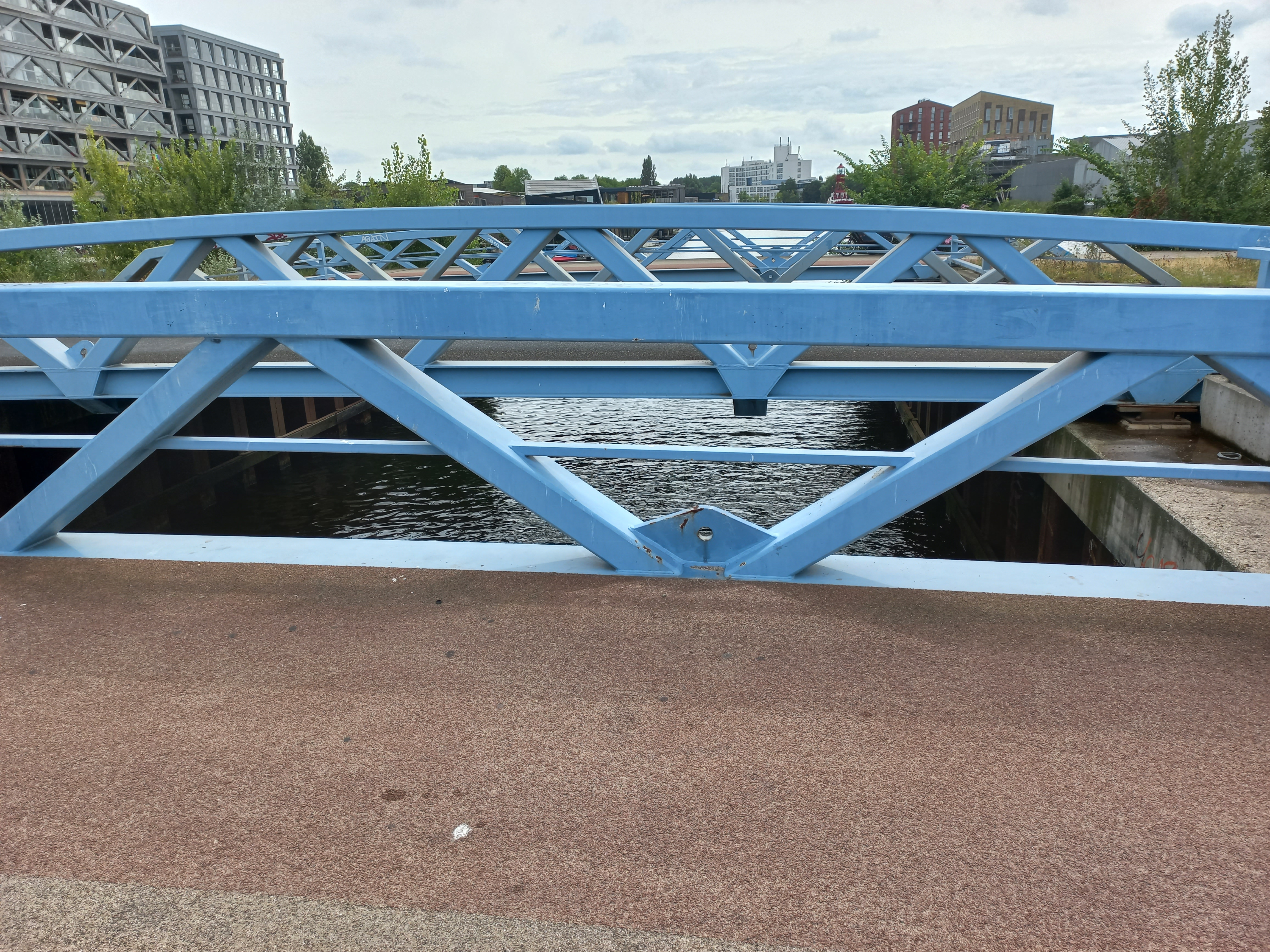
Vakwerk (augustus 2022)
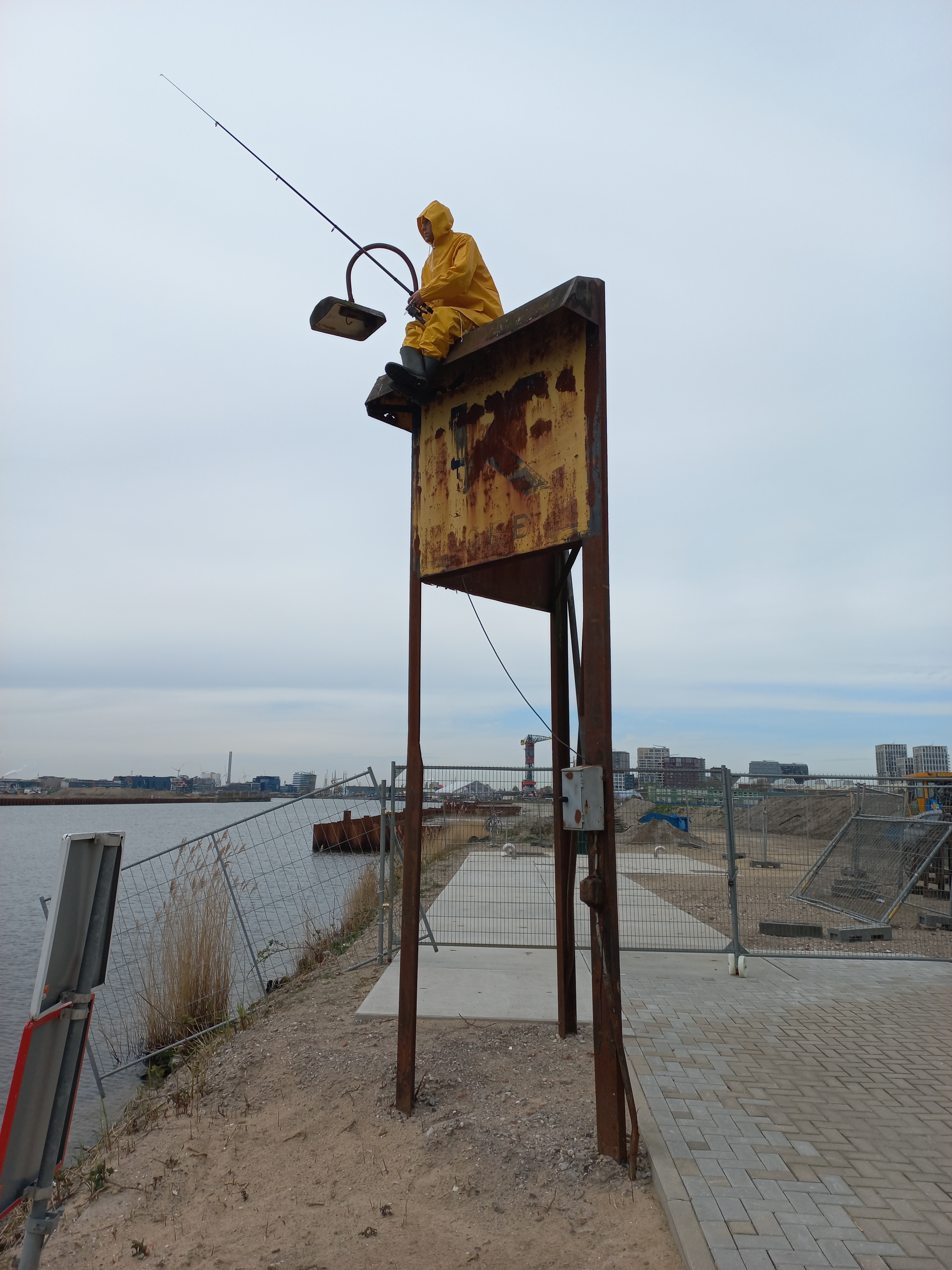
Eenzame visser (maart 2024)

2100 · 2102 · 2103 · 2105 · 2106 · 2107 · 2108 · 2109 · 2110 · 2111 · 2112 · 2113 · 2114 · 2115 · 2120 · 2121 · 2125 · 2127 · 2128 · 2129 · 2130 · 2131 · 2132 · 2133 · 2134 · 2135 · 2136 · 2137 · 2138 · 2139 · 2140 · 2141 · 2142 · 2143 · 2144 · 2145 · 2146 · 2147 · 2148 · 2149 · 2150 · 2151 · 2152 · 2153 · 2154 · 2155 · 2156 · 2157 · 2158 · 2159 · 2160 · 2161 · 2162 · 2163 · 2164 · 2165 · 2166 · 2167 · 2168 · 2169 · 2170 · 2171 · 2172 · 2173 · 2174 · 2175 · 2176 · 2178 · 2179 · 2180 · 2181 · 2182 · 2183 · 2184 · 2185 · 2186 · 2188 · 2189 · 2190 · 2191 · 2192 · 2193 · 2194 · 2195 · 2196 · 2197 · 2198 · 2199
Overige brugnummers zijn niet (meer) vergeven, behalve brug 2177, een verdwenen brug in Park Frankendael.